# Trigonogenius denticulatus
Trigonogenius denticulatus is een keversoort uit de familie klopkevers (Ptinidae). De wetenschappelijke naam van de soort werd in 1915 gepubliceerd door Lucia Wichmann.